# Stanisław Esden-Tempski
Stanisław Esden-Tempski, ps. Janusz Wilczak (ur. 24 lipca 1952 w Gdańsku) – polski poeta, prozaik, publicysta.

## Życiorys
Wywodził się z rodu szlachty kaszubskiej. Jego rodzicami byli Antoni Jan Tempski (1925–1995), urzędnik, i Janina z domu Okołotowicz (1926–2016), robotnica. W 1972 r. ukończył Technikum Tworzyw Sztucznych w Gdyni i zdał maturę. W 1973 r. podjął studia z psychologii na Uniwersytecie Warszawskim. Po roku przeniósł się na studia polonistyczne na Uniwersytecie Gdańskim, które ukończył w roku 1980. Debiutował, publikując razem z Aleksandrem Jurewiczem, Antonim Pawlakiem i Markiem Bieńkowskim w 1973 r. w „Literach” wiersze opatrzone wspólnym tytułem Muzea samowiedzy oraz wspólną deklaracją programową twórców. Jako dziennikarz współpracował m.in. z „Ex Librisem”, „Polityką”, „Midwest Review”, „Nowym Dziennikiem”. W 1980 r. w początkach sierpniowego strajku był pierwszym protokolantem obrad Międzyzakładowego Komitetu Strajkowego. W lipcu 1983 r. został aresztowany przez powracający z patrolu oddział ZOMO. To wydarzenie było inspiracją do napisania w 1988 r. książki Między Sierpniem a młotem, w której autor zawarł wiele wątków z własnej biografii. To literacka wizja wydarzeń sprzed lat, oparta na osobistych wspomnieniach, przemyśleniach i faktach historycznych. Bohaterem książki autor uczynił postać fikcyjną, bowiem jej pierwsze wydanie ukazało się jeszcze w podziemiu. W latach 1988–1992 przebywał na emigracji w USA, następnie w Wielkiej Brytanii, od 2000 r. mieszka w Polsce. W 2002 został redaktorem serii miniatur „TYPOezja”, wydawanej przez warszawską oficynę Firet.

## Wybrana twórczość

### Poezja
- 1976 Ten stary przebój Beatlesów nigdy nie będzie kobietą
- 1978 Wytrwale rozwijam swe złe skłonności...
- 1981 Wpędzony do raju[6]
- 1985 Szmaciane lata[7]
- 1988 A przecież umarłem[8]
- 2010 Oda do karty kredytowej[1]

### Proza
- 1980 Człowiek, który udawał psa[9]
- 1988 Między Sierpniem a młotem
- 1994 Łowca orchidei. Romans emigrancki[10]
- 1999 Kundel[11]
- 2015 Ucieczka do Polski[1]

## Nagrody i wyróżnienia
- nagroda czasopisma „Nowy Wyraz” i Urzędu Miasta Stołecznego Warszawy za najlepszy debiut poetycki - tomik Wytrwale rozwijam swe złe skłonności… przyznana podczas Warszawskiej Jesieni Poezji (1979)
- „Gdańska Książka Roku” - nagroda za tomik Wytrwale rozwijam swe złe skłonności… przyznana przez Klub Krytyki Literackiej przy Oddziale Gdańskim ZLP (1979)
- Nagroda Artystyczna Gdańskiego Towarzystwa Przyjaciół Sztuki (1994)
- Nagroda Wojewody Gdańskiego za powieść Łowca orchidei (1995)
- Medal 25-lecia Solidarności (2005)
- Nagroda Prezydenta Miasta Gdańska w Dziedzinie Kultury za całokształt twórczości oraz z okazji jubileuszu 20-lecia Stowarzyszenia Pisarzy Polskich (2010)[12]

Źródło:.